# ایوان بارتش
ایوان بارتُش (انگلیسی: Ivan Bartoš؛ زادهٔ ۲۰ مارس ۱۹۸۰) سیاست‌مدار اهل کشور جمهوری چک است. او معمار نرم‌افزار، فعال حقوق مدنی و سیاستمدار حزب دزدان دریایی جمهوری چک است که از دسامبر ۲۰۲۱ به عنوان وزیر توسعه منطقه ای و معاون نخست‌وزیر در امور دیجیتالی سازی در کابینه حاکمیتی پتر فیالا فعالیت می‌کند. از اکتبر ۲۰۱۷ عضو اتاق نمایندگان جمهوری چک و از سال ۲۰۱۶ و همچنین پیش از این بین سال‌های ۲۰۰۹ و ۲۰۱۴ رئیس حزب بوده‌است.